# Gho (Burkina Faso)
Pour les articles homonymes, voir Gho.
Gho est une localité située dans le département de Pô de la province du Nahouri dans la région Centre-Sud au Burkina Faso.

## Géographie
Gho est situé à 15 km au Nord-Est de Pô et à 5 km au Nord du lieu-dit de Kampala.

## Santé et éducation
Le centre de soins le plus proche de Gho est le centre de santé et de promotion sociale (CSPS) de Kampala (rattaché à Fanian) tandis que le centre médical avec antenne chirurgicale (CMA) se trouve à Pô.
Le village possède une école primaire publique.